# Fréderic Rudolph
Fréderic Louis Rudolph, född 27 augusti 1899 i Antwerpen, var en belgisk ishockeyspelare. Han var med i det belgiska ishockeylandslaget som kom på delad sjunde plats i de olympiska vinterspelen 1924 i Chamonix.